# Смоньовиці
Смоньовиці (пол. Smoniowice) — село в Польщі, у гміні Радземиці Прошовицького повіту Малопольського воєводства.
Населення — 163 особи (2011).
У 1975-1998 роках село належало до Краківського воєводства.

## Демографія
Демографічна структура станом на 31 березня 2011 року:
|          | Загалом | Допрацездатний вік | Працездатний вік | Постпрацездатний вік |
| -------- | ------- | ------------------ | ---------------- | -------------------- |
| Чоловіки | 80      | 17                 | 50               | 13                   |
| Жінки    | 83      | 18                 | 43               | 22                   |
| Разом    | 163     | 35                 | 93               | 35                   |